# Nicola Pietrangeli
Pour les articles homonymes, voir Pietrangeli.
Nicola Pietrangeli, né le 11 septembre 1933 à Tunis, est un joueur de tennis italien.
Il a remporté deux fois les Internationaux de France de tennis en 1959 et 1960 et est le joueur italien le plus performant dans l'histoire de l'équipe d'Italie de Coupe Davis.
Il est membre de l'International Tennis Hall of Fame depuis 1986.

## Hommage
Le 7 mai 2015, en présence du président du Comité national olympique italien (CONI), Giovanni Malagò, a été inauguré  le Walk of Fame du sport italien dans le parc olympique du Foro Italico de Rome, le long de Viale delle Olimpiadi. 100 tuiles rapportent chronologiquement les noms des athlètes les plus représentatifs de l'histoire du sport italien. Sur chaque tuile figure le nom du sportif, le sport dans lequel il s'est distingué et le symbole du CONI. L'une de ces tuiles lui est dédiée .

## Parcours dans les tournois duGrand Chelem

### En simple
| Année | Open d'Australie | Open d'Australie | Internationaux de France | Internationaux de France | Wimbledon       | Wimbledon   | US Open         | US Open     |
| ----- | ---------------- | ---------------- | ------------------------ | ------------------------ | --------------- | ----------- | --------------- | ----------- |
| 1954  | —                | —                | 3e tour (1/16)           | B. Patty                 | 2e tour (1/32)  | V. Seixas   | —               | —           |
| 1955  | —                | —                | 3e tour (1/16)           | K. Nielsen               | 1/4 de finale   | K. Nielsen  | 3e tour (1/16)  | W. Reed     |
| 1956  | —                | —                | 1/4 de finale            | L. Hoad                  | 1/8 de finale   | M. Anderson | —               | —           |
| 1957  | 1/4 de finale    | M. Anderson      | 1er tour (1/64)          | M. Anderson              | 1er tour (1/64) | R. Krishnan | —               | —           |
| 1958  | —                | —                | 1/8 de finale            | L. Ayala                 | 1/8 de finale   | R. Wilson   | —               | —           |
| 1959  | —                | —                | Victoire                 | I. Vermaak               | 1er tour (1/64) | B. Buchholz | —               | —           |
| 1960  | —                | —                | Victoire                 | L. Ayala                 | 1/2 finale      | R. Laver    | —               | —           |
| 1961  | —                | —                | Finale                   | M. Santana               | 3e tour (1/16)  | C. Crawford | —               | —           |
| 1962  | —                | —                | 1/4 de finale            | N. Fraser                | 3e tour (1/16)  | A. Mills    | 1er tour (1/64) | H. Hoffman  |
| 1963  | —                | —                | 1/4 de finale            | R. Emerson               | 3e tour (1/16)  | F. Stolle   | —               | —           |
| 1964  | —                | —                | Finale                   | M. Santana               | 2e tour (1/32)  | P. Barthes  | 2e tour (1/32)  | M. Sangster |
| 1965  | —                | —                | 1/8 de finale            | T. Roche                 | 1/8 de finale   | A. Fox      | 3e tour (1/16)  | R. Holmberg |
| 1966  | —                | —                | 3e tour (1/16)           | K. Fletcher              | 1er tour (1/64) | T. Ryan     | —               | —           |
| 1967  | —                | —                | 3e tour (1/16)           | W. Gąsiorek              | 2e tour (1/32)  | D. Crealy   | —               | —           |
| 1968  | —                | —                | 1er tour (1/64)          | G. Battrick              | 1er tour (1/64) | G. Bluett   | —               | —           |
| 1969  | —                | —                | 1er tour (1/64)          | P. Marmureanu            | 1er tour (1/64) | R. Laver    | —               | —           |
| 1970  | —                | —                | 3e tour (1/16)           | A. Ashe                  | 1er tour (1/64) | D. Ralston  | —               | —           |
| 1971  | —                | —                | 3e tour (1/16)           | G. Goven                 | —               | —           | —               | —           |
| 1972  | —                | —                | 1/8 de finale            | M. Orantes               | 3e tour (1/16)  | M. Orantes  | —               | —           |
| 1973  | —                | —                | 1er tour (1/64)          | F. Froehling             | 1er tour (1/64) | J. Simpson  | —               | —           |

N.B. : à droite du résultat se trouve le nom de l'ultime adversaire.

### En double
Parcours en double à partir de 1968.
| Année | Open d'Australie | Open d'Australie | Internationaux de France   | Internationaux de France   | Wimbledon                   | Wimbledon               | US Open                   | US Open                    | Open d'Australie | Open d'Australie |
| ----- | ---------------- | ---------------- | -------------------------- | -------------------------- | --------------------------- | ----------------------- | ------------------------- | -------------------------- | ---------------- | ---------------- |
| 1969  | —                | —                | 3e tour (1/16) M. Mulligan | H.-J. Ploetz H.-J. Pohmann | 1er tour (1/32) M. Mulligan | R. Emerson R. Laver     | —                         | —                          | n.o.             | n.o.             |
| 1970  | —                | —                | 1/8 de finale M. Mulligan  | I. Năstase I. Țiriac       | —                           | —                       | —                         | —                          | n.o.             | n.o.             |
| 1971  | —                | —                | 3e tour (1/16) G. Maioli   | T. Gorman S. Smith         | —                           | —                       | —                         | —                          | n.o.             | n.o.             |
| 1972  | —                | —                | 1/8 de finale A. Panatta   | P. Cornejo J. Fillol       | 1er tour (1/32) A. Panatta  | J-B. Chanfreau G. Goven | —                         | —                          | n.o.             | n.o.             |
| 1973  | —                | —                | —                          | —                          | 2e tour (1/16) P. Marzano   | L. Álvarez J. Austin    | —                         | —                          | n.o.             | n.o.             |
| 1974  | —                | —                | 1er tour (1/32) A. Panatta | P. Dominguez D. Naegelen   | 2e tour (1/16) A. Panatta   | J. Kodeš V. Zedník      | —                         | —                          | n.o.             | n.o.             |
| 1975  | —                | —                | —                          | —                          | —                           | —                       | —                         | —                          | n.o.             | n.o.             |
| 1976  | —                | —                | —                          | —                          | —                           | —                       | —                         | —                          | n.o.             | n.o.             |
| 1977  | —                | —                | —                          | —                          | —                           | —                       | 2e tour (1/16) A. Panatta | B. Prajoux H. Gildemeister | —                | —                |

N.B. : le nom du ou de la partenaire se trouve sous le résultat ; le nom des ultimes adversaires se trouve à droite.